# Ходжа, Фадиль
Фадиль Ходжа (алб. Fadil Hoxha; 15 марта 1916, Джяковица — 22 апреля 2001, Приштина) — югославский политический деятель албанского происхождения, член Союза коммунистов Югославии (СКЮ). Народный герой Югославии (1953). Примерно 40 лет был ведущей фигурой Социалистического автономного края Косово в составе Социалистической Федеративной Республики Югославии (СФРЮ).

## Краткая биография
До войны проживал в Албании, где учился на преподавателя, но был исключён за коммунистическую пропаганду. В течение 1930-х годов занимался подпольной коммунистической деятельностью. В годы Народно-освободительной войны Югославии командовал Главным штабом Народно-освободительной армии Югославии в Косово и Метохии.
11 июля 1945 года стал президентом Национального собрания (председателем парламента) и председателем Исполнительного совета (премьер-министром) Косова. Президентом парламента оставался до 1953, но работал премьер-министром до 1963 года. С июля 1967 по май 1969 второй раз был председателем Народного собрания.
В 1974 году стал членом Президиума СФРЮ в качестве представителя автономного края Косово, с 1978 по 1979 год был вице-президентом Югославии.
Ушёл из политической жизни в 1981 году, когда появились первые кровавые конфликты между албанцами и сербами в Косово, к которым Ходжа относился враждебно. Поддерживал бастующих шахтёров Косова в 1989 году и был исключён из коммунистической партии с подъёмом сербского националиста Слободана Милошевича.
В 1990-х годах стал сторонником Демократической лиги Косова и её лидера Ибрагима Руговы в борьбе за независимость Косова. В 1998 году он, вместе с другими членами Ассоциации ветеранов Антифашистской Национально-освободительной войны, помогал вооруженной борьбе Армии освобождения Косова (АОК). Поддержал вмешательство НАТО во время войны в Косово.